# Irvin Kershner
Irvin Kershner, talvolta accreditato come Irv Kershner (Filadelfia, 29 aprile 1923 – Los Angeles, 27 novembre 2010), è stato un regista, direttore della fotografia, produttore cinematografico e occasionalmente attore statunitense, noto soprattutto per aver diretto il secondo film della serie di Guerre stellari, L'Impero colpisce ancora.
Alcune delle altre opere per le quali è noto sono Occhi di Laura Mars, Robocop 2 e Mai dire mai (uno dei pochi film non ufficiali della serie di James Bond).

## Biografia

### Inizi
Nato nel 1923 a Filadelfia da una famiglia di religione ebraica di Kiev, Kershner studia fin da giovane la musica (impara a suonare il violino, la viola, e a comporre), una delle attività più importanti della sua giovinezza. Frequenta in seguito la Temple University - Tyler School of Fine Arts. Si trasferisce poi a New York, dove collabora con il pittore Hans Hofmann, e a Los Angeles, dove studia fotografia all'Art Center College of Design.
La sua carriera cinematografica incomincia alla scuola di cinema della University of Southern California, dove insegna fotografia e contemporaneamente segue il corso di cinema di Slavko Vorkapić. In quel periodo Kershner accetta un lavoro da fotografo per la sezione cinematografica del dipartimento di stato, che gli assegna dei documentari, di cui cura la regia e la fotografia, in Iran, Grecia e Turchia.
Ma la sua carriera avrebbe raggiunto il successo prima con la regia televisiva, dirigendo episodi di note serie televisive come Peyton Place e Philip Marlowe, poi cinematografica, un'attività incominciata nel 1958 e proseguita fino agli anni 90. I suoi primi film più famosi sono La vendetta dell'uomo chiamato Cavallo del 1976 con Richard Harris e Occhi di Laura Mars del 1978 con Faye Dunaway e Tommy Lee Jones.
Nel 1977 dirige il film TV I leoni della guerra nominato per nove Emmy Awards.

### L'Impero colpisce ancora
Kershner è però conosciuto principalmente per aver diretto L'Impero colpisce ancora, da molti giudicato il miglior film di Guerre stellari.
George Lucas vessato dalla supervisione del suo impero in costante crescita, dalla riorganizzazione della LucasFilm fino alla creazione di nuove imprese, decise di non dirigere il film, preferendo ricoprire il ruolo del produttore esecutivo. Il produttore Gary Kurtz descrisse quel periodo di ricerca come un momento stressante, perché «La percezione comune è quella per cui se un sequel funziona è merito del regista originale, se invece fallisce è colpa tua». Dopo aver preso in considerazione vari nomi (tra cui un giovane Paul Verhoeven), Lucas e Kurtz dopo aver visto Occhi di Laura Mars, offrirono il posto a Kershner, che era già stato professore di Lucas ed era particolarmente apprezzato per la sua capacità di esplorazione dei personaggi, una caratteristica fondamentale per il secondo capitolo della saga nelle intenzioni di Lucas. Kershner rifiutò, credendo che nessuno avrebbe mai potuto realizzare un film migliore di Guerre stellari, ma dopo l'insistenza dell'ex-allievo e del suo stesso agente, accettò l'ingaggio imponendo l'assoluta libertà creativa nel fare ciò che riteneva fosse meglio per la pellicola durante le riprese, incluse eventuali riscritture. Lucas accettò di buon grado, limitandosi a supervisionare gli effetti speciali. Sullo svolgimento del loro rapporto, l'artista Joe Johnston affermò: «Penso ci siano un sacco di cose che non sapremo della loro relazione professionale. Credo che George fosse occasionalmente frustrato con lo stile di Kershner. Si rifiutava di girare i totali, un peccato capitale nel manuale da regista di George».
Per Kershner L'Impero colpisce ancora avrebbe dovuto essere un film più tetro, concentrato sulle psicologie dei personaggi: «Sentivo di aver bisogno di umorismo, ma non di gag. Sentivo di aver bisogno di una storia d'amore, ma non di smancerie, doveva essere tutto più implicito. E sapevo di aver bisogno che qualcosa di potente accadesse nell'animo di Luke». La pellicola, inoltre, avrebbe dovuto avere le caratteristiche del secondo atto di un dramma, in cui la situazione iniziale si complica e gli equilibri vengono meno. Kershner la definì «Il secondo movimento della sinfonia, per questo volevo che alcune cose rallentassero, che finisse in un modo che ti facesse venir voglia di sentire il vivace, il prossimo film, l'allegretto». Per questo la sceneggiatura venne inoltre revisionata da Kershner durante le riprese: «Lavoro così a lungo sul copione che so cosa ci aspetta da una scena quando la giro. Ma quando giro il mio concetto cambia per via di quello che ho già girato o capisco che quella scena non serve, che devo mostrare meglio un personaggio. Ci sono centinaia di considerazioni da fare prima di girare una scena». Yoda, per esempio, veniva introdotto in maniera molto più seriosa e fu Kershner a ideare la scena dell'incontro con Luke, in cui il maestro Jedi si comporta in maniera dispettosa. Ancora, la sequenza in cui Ian viene congelato nella grafite avrebbe dovuto avere un dialogo diverso: alla dichiarazione d'amore di Leila avrebbe dovuto rispondere «Ti amo anch'io», ma il regista capì che la battuta non era adeguata al personaggio. Dopo un colloquio privato con Kershner, Ford elaborò il serafico commento «Lo so», ritenuto da Lucas «Una battuta della quale la gente avrebbe riso», salvo poi convincersi della bontà della scena grazie a una proiezione con un pubblico di prova.
Il film presenta per la prima volta il malvagio imperatore Palpatine, interpretato originariamente dalla moglie del truccatore Rick Baker pesantemente truccata sovrapponendo alla faccia della donna gli occhi di uno scimpanzé, per renderla più aliena e inquietante. La regia di Kershner si sofferma spesso sui volti degli attori, Kershner affermerà: «Mi piace riempire il telaio con le facce dei personaggi. Non c'è niente di più interessante del panorama del volto umano», inoltre utilizza inquadrature di piccole cose o oggetti in qualche modo importanti e riprese zoomate. Va inoltre ricordato a questo proposito il lavoro svolto dal direttore della fotografia Peter Suschitzky, i cui lavori sono considerati tra i più impressionanti, per l'uso della luce, dei colori vibranti e dei grandangoli. Il regista canadese David Cronenberg, a cui fu offerto di dirigere Il ritorno dello Jedi, ha affermato più volte che il lavoro di Suschitzky in L'Impero colpisce ancora lo ha reso il miglior film di fantascienza che abbia mai visto.

### Ultimi lavori
Dopo Guerre stellari, Kershner lavorò in svariate produzioni cinematografiche e televisive, dirigendo tra gli altri Mai dire mai del 1983, l'ultimo James Bond con Sean Connery e Robocop 2, e lavorando a nuovi progetti, nell'ambito della fotografia e del cinema.
Kershner sposò Jean W. Staude, cugina di Angela Terzani Staude, moglie del giornalista e scrittore italiano Tiziano Terzani.
È scomparso nel 2010 dopo una lunga malattia all'età di 87 anni.

## Filmografia

### Regista

#### Cinema
- G-Men della V squadra (Stake out on Dope Street) (1958)
- A un passo dalla morte (The Young Captives) (1959)
- Le canaglie dormono in pace (The Hoodlum Priest) (1961)
- Face in the Rain (1963)
- Una splendida canaglia (A Fine Madness) (1966)
- Carta che vince, carta che perde (The Flim-Flam Man) (1967)
- Loving, gioco crudele (Loving) (1970)
- Voglio la libertà (Up the Sandbox) (1972)
- S.P.Y.S. (S*P*Y*S) (1974)
- La vendetta dell'uomo chiamato Cavallo (The Return of a Man Called Horse) (1976)
- Occhi di Laura Mars (Eyes of Laura Mars) (1978)
- L'Impero colpisce ancora (The Empire Strikes Back) (1980)
- Mai dire mai (Never Say Never Again) (1983)
- RoboCop 2 (RoboCop 2) (1990)

#### Televisione
- Now Is Tomorrow (1958) – Film TV
- Philip Marlowe - serie TV, 1 episodio (1959)
- Lotta senza quartiere (Cain's Hundred) - serie TV, 1 episodio (1961)
- Ben Casey - serie TV, 1 episodio (1961)
- La città in controluce (Naked City) - serie TV, 2 episodi (1962-1963)
- The Crisis - serie TV, 1 episodio  (1963)
- Peyton Place - serie TV, episodio pilota (1964)
- I leoni della guerra (Raid on Entebbe) (1977) - Film TV
- Storie incredibili (Amazing Stories) - serie TV, 1 episodio (1986)
- SeaQuest DSV - serie TV, episodio pilota (1993)

### Sceneggiatore
- G-Men della V squadra (Stake out on Dope Street (1958)

### Produttore
- Wildfire - All'improvviso un maledetto amore (1988)
- Americana Perfekt, regia di Paul Grafico (1997)
- The Lost Tribe, regia di Roel Raine (2009)

### Attore
- L'ultima tentazione di Cristo (The Last Temptation of Christ), regia di Martin Scorsese (1988)
- Sfida tra i ghiacci (On Deadly Ground), regia di Steven Seagal (1994)
- Angus, regia di Patrick Read Johnson (1995)
- Manhood, regia di Bobby Roth (2003)
- Berkeley, regia di Bobby Roth (2005)